# Guillemet
Guillemet és una masia, catalogada a l'Inventari del Patrimoni Arquitectònic de Catalunya, entre els serrats del Colomer i de Sentigosa al terme de Sant Joan de les Abadesses (al Ripollès) .

## Arquitectura
És una masia construïda aprofitant el desnivell del terreny, amb edificis superposats i enllaçats entre si amb el cos principal de l'edificació, destinada a habitatge, amb les quadres a la planta baixa. D'aquesta construcció en surt una altra perpendicular a ella que també és destinada a corts a la primera o planta baixa i a una eixida a la segona, amb dues obertures en forma d'arcada. Aquesta construcció sembla posterior al mas, encara que la seva característica és de caràcter antic i rudimentari.
Les teulades són a dues vessants i a la part frontal de la casa hi ha dos contraforts no gaire espectaculars i dues voltes cegues que venen arran de terra o de l'era.
La porta que dona accés a l'habitatge és decantada a ponent i les altres obertures del mas no són gaire importants, malgrat un balcó està situat al canto del migdia del mas.

## Història
Aquesta masia es troba documentada a l'arxiu del monestir de Sant Joan de les Abadesses, al capbreu de l'abat de Vilalba del 1397, amb el nom de mas Quintà d'Arçamala de la parròquia de Sant Joan i Pau. Ja al segle xv, concretament el 1450, en un índex censal de l'arxiu del monestir, aquest mas ja ve inscrit amb el nom de Guillamet, nom amb què se la coneix des de llavors. Datació per font (Arxiu del monestir de Sant Joan de les Abadesses).